# James McVay
James McVay (geboren vor 1991) ist ein Filmkomponist.

## Leben und Karriere
James McVay ist ein preisgekrönter Komponist und Songwriter, der in den letzten 30 Jahren in Los Angeles die Musik für viele Filme und Fernsehproduktionen kreiert hat. Dabei war er besonders in den 1990er Jahren aktiv. Als Eigentümer und Verantwortlicher der Little Orchard Music seit 1981 ist ihm das möglich gewesen.
Als Gitarrist und Multi-Instrumentalist seit seinem achten Lebensjahr hat er mit einigen der besten Musiker des Landes gespielt und Musik aufgenommen, darunter Stan Getz und Doane Perry. Er war mit Valerie Landsburg verheiratet und bekam aus dieser Ehe zwei Kinder.

## Filmografie (Auswahl)
- 1991: A Triumph of the Heart: The Ricky Bell Story
- 1992: Diamantenfeuer (The Diamond Fleece; Fernsehfilm)
- 1993: Mißbraucht (Not in My Family; Fernsehfilm)
- 1994: Hilflos ausgeliefert (Murder or Memory: A Moment of Truth Movie; Fernsehfilm)
- 1995: Tatort Schlafzimmer (Dangerous Intentions; Fernsehfilm)
- 1995: Zwischen Gesetz und Begierde (Between Love and Honor; Fernsehfilm)
- 1996: Ich will meine Kinder zurück (A Mother’s Instinct; Fernsehfilm)
- 1997: Jenseits des Schweigens (Breaking Through; Fernsehfilm)
- 1998: Verbrecherisches Blut (When He Didn't Come Home; Fernsehfilm)
- 1998: Ein Herz für Brittany (A Father for Brittany; Fernsehfilm)
- 2001: Mutter unter Beschuss (Snap Decision; Fernsehfilm)
- 2007: My name is Sarah
- 2016: Offer and Compromise